# Gejza Vámoš
Gejza Vámoš (né le 22 décembre 1901 à Dévaványa en Hongrie et mort le 18 mars 1956 à Muriae au Brésil) est un écrivain slovaque.
Issu d'une communauté juive implantée en Slovaquie du sud, il devient médecin à Piestany, importante station thermale. Il est l'auteur d'une œuvre qui relève tout à la fois de l'Expressionnisme et du Naturalisme et qui fut accueillie avec des réactions violentes de la part de la critique et des lecteurs. Il y développe, en effet, des thèmes jusqu'alors bannis de la littérature slovaque: érotisme, maladies vénériennes, antimilitarisme.  Ses romans et nouvelles révèlent une vision du monde marquée par un pessimisme foncier et une ironie ravageuse. Après une recueil de récits, Les Yeux d'Edith (Editino očko), en 1925, il publie des romans dont les Atomes de Dieu (Atómy Boha) en 1928 et La Branche cassée (Odlomená haluz) en 1934. Dans cet ouvrage, Gejza Vámoš évoque la situation de plus en plus précaire des Juifs slovaques dans l'entre-deux-guerres. En 1939, il doit prendre le chemin de l'exil et part d'abord en Chine puis au Brésil.

## Éléments bibliographiques
- Histoire de la littérature slovaque, Stefan Povchanic, L'Harmattan, 2003